# 劉曰睿
劉曰睿（？—？），字汝思，江西南昌府南昌縣人，民籍，明朝政治人物。

## 生平
嘉靖十九年（1540年）庚子科江西鄉試第五十五名舉人。嘉靖三十八年（1559年）中式己未科會試第八十二名，三甲第十五名進士。授推官，四十一年十一月选授南京陕西道试御史。

## 家族
曾祖劉伯拱，贈工部主事；祖父劉廷重，工部郎中進階奉政大夫；父劉仕貴，所吏目。前母魏氏；母章氏。永感下。弟劉曰材（禮部主事）。